# 静かの海
静かの海（しずかのうみ、ラテン語: Mare Tranquillitatis）は、月の表面にある月の海の一つ。月で餅つきをしているウサギに海を見立てた場合、ウサギの顔に相当する。アポロ11号の月着陸船が着陸した場所でもある。
1969年7月20日に人類として初めて着陸した地点は、月面緯度0.7度、月面経度23.5度で、「静かの基地」と命名された。また、その近くの3つの小さなクレーターはアポロ11号の3人の宇宙飛行士にちなんで、それぞれ「アームストロング」「オルドリン」「コリンズ」と命名されている。アポロに先立つ1965年2月に打ち上げられた月面探査機レインジャー8号は、この静かの海に衝突したが、その直前の23分間で7,137枚の写真を撮影し、地球への電送に成功した。アポロ計画では、これらの写真を基に着陸地点が選定された。

## 地質
静かの海は、地質的にはベイスン（英語: basin 盆地）を埋めた後期インブリウム代（約38億- 約32億年前）の若い洪水玄武岩である。周囲の山々は前期インブリウム代（約38.5億- 約38億年前）と考えられるが、静かの海のベイスンそのものは先ネクタリス代（約45.5億年前の月の形成期）にできたものと推定される。